# Труццу, Паоло
Паоло Труцци (итал. Paolo Truzzu; род. 25 июля 1972, Кальяри) — государственный и политический деятель Италии. Мэр Кальяри с 18 июля 2019 года.

## Биография
На региональных выборах на Сардинии в 2014 году баллотировался на должность регионального советника в списках «Братьев Италии» в поддержку кандидата в президенты Уго Каппеллаччи. На региональных выборах на Сардинии в 2019 году был переизбран региональным советником в списках «Братьев Италии» в поддержку кандидата в президенты Кристиана Солинаса.
В том же году баллотировался на пост мэра на муниципальных выборах Кальяри, где одержал победу в первом туре, набрав 50,12 % (на 91 голос больше, чем порог для голосования), поддержанный большой правоцентристской коалицией. В коалицию входили «Братья Италии», Сардинская партия действия, Лига Севера, Вперёд Италия и другие. Одержав победу 16 июля 2019 года подал в отставку с должности регионального советника, поскольку эти два поста несовместимы. Его место занял Фаусто Пига.

## Примечание
1. 1 2  OpenSanctions
2. 1 2  «Cagliari, da impiegato comunale a primo cittadino: il percorso di Truzzu, sindaco „dal territorio“» Архивная копия от 20 ноября 2021 на Wayback Machine, Corriere della Sera
3. ↑  Источник. Дата обращения: 20 ноября 2021. Архивировано 17 июня 2019 года.